# Josephine Tey
Josephine Tey (pseudonym för Elizabeth Mackintosh), född 25 juli 1896 i Inverness, död 13 februari 1952 i London, var en brittisk författare av klassiska pusseldeckare. Hon föddes i Inverness i Skottland. Hon arbetade som lärare en tid. Hennes problemlösarhjälte heter Alan Grant och är kommissarie vid Scotland Yard. Mest berömd är En gammal skandal, där Alan Grant löser en historisk gåta från sjukbädden. En annan originell deckare är Oskulden bedrar, där inget mord förekommer utan en påstådd kidnappning.

## Böcker översatta till svenska
- En gammal skandal (översättning Jadwiga P. Westrup, Bergh, 1959) (The Daughter of Time, 1951)
- Oskulden bedrar (översättning Jadwiga P. Westrup, Bergh, 1960) (The Franchise Affair, 1948)
- Sjungande sand (översättning Jadwiga P. Westrup, Bergh, 1961) (The Singing Sands, 1952)
- Den misstänkte (översättning Carola Lakocinski, Bergh, 1962) (Brat Farrar, 1949)
- En stjärna dör (översättning Aida Törnell, Wahlström & Widstrand, 1962) (A Shilling for Candles, 1936)
- Mord i kö (översättning Aida Törnell, Wahlström & Widstrand, 1963) (The Man in the Queue, 1929)
- Miss Pym ingriper (översättning Magda Lagerman, Wahlström & Widstrand, 1964) (Miss Pym disposes, 1946)
- Skön som synden (översättning Aida Törnell, Wahlström & Widstrand, 1965) (To Love and be Wise, 1950)